# Mohamed Dahmane
Mohamed Dahmane (* 9. April 1982 in Maubeuge) ist ein französisch-algerischer Fußballspieler.

## Karriere
Dahmane kam 1982 in Maubeuge als Sohn algerischer Einwanderer auf die Welt. Das Fußballspielen erlernte er hier als Straßenfußballer und in den Jugendmannschaften von AS Hautmont und RC Lens. 2003 wurde er an Stade Poitiers ausgeliehen und spielte hier eine Spielzeit. Anschließend war er bei diversen französischen und belgischen Mannschaften der unteren Profiligen aktiv. Durch seine Tätigkeiten beim belgischen Erstligisten RAEC Mons fiel er auch den größeren Vereinen auf und wechselte so 2009 zum FC Brügge.
Bereits nach einem Jahr verließ er Brügge und heuerte beim damaligen türkischen Erstligisten Bucaspor an. Von diesem Verein trennte er sich bereits zur Winterpause und ging zum KAS Eupen.
Nachdem er die Spielzeit 2011/12 beim algerischen Verein CS Constantine verbracht hatte, einigte er sich ein zweites Mal mit dem mittlerweile zweitklassigen Bucaspor. Dann folgte erneut ein Wechsel zu CS Constantine und später zum CR Belouizdad. Von 2014 bis 2016 stand er dann beim belgischen Amateurverein RSC Paturages unter Vertrag. Seitdem spielte er für UR La Louvière Centre und wechselte im Sommer 2020 weiter zum Drittligisten ROC Charleroi-Marchienne.